# Conwip
ConWIP (Constant Work-In-Process) nennen Wallace J. Hopp und Mark L. Spearman eine Methode der Produktionssteuerung. Produktionssysteme werden prinzipiell nach einem Pull- oder einem Push-System angesteuert. Hopp und Spearman definieren Push-Systeme als Produktionssysteme, in denen Produktionsaufträge gemäß der Nachfrage neu ausgelöst werden, während in Pull-Systemen der Auftrag auf der Basis eines Systemzustands ausgelöst wird:340. In Push-Systemen steuert also ein Plan außerhalb des Produktionssystems die Auslösung von Aufträgen an. In Pull-Systemen ist der Auslöser ein Zustand im System selbst. In CONWIP-Systemen ist der Auslöser, wenn ein Auftrag das System verlässt. Es wird also nur dann ein neuer Auftrag in das System aufgenommen, wenn ein Auftrag das System verlässt. Dadurch ist die Anzahl der Aufträge im System und damit WIP relativ konstant.
Im Unterschied zu anderen Verfahren werden nicht primär Termine gesteuert, sondern die Höhe des Materialbestands in der Produktion. Dieser Materialbestand wird weitgehend konstant gehalten. Die durchschnittlichen Durchlaufzeiten bleiben so weitgehend stabil. Diese Produktionssteuerung ist sehr einfach. Das Verfahren ähnelt Kanban, welches Nachfüllprozesse steuert. Im Unterschied zu diesem wird aber nicht in einer Kette von Station zu Station ein Bestand verfolgt, sondern von definierten Start- und Endpunkte über mehrere Stationen hinweg.

## Steuerungsprinzip
In einem logistischen System, z. B. in einer Montagelinie, steigt oder fällt die Durchlaufzeit eines Produktionsauftrags proportional zur Höhe des Bestands, der sich aktuell im System befindet (Littles Gesetz). Diesen Zusammenhang nutzt ConWIP. Mit ConWIP wird der Bestand innerhalb eines logistischen Systems konstant gehalten. Ähnlich dem Kanban Verfahren werden dazu Karten (ConWIP-Karten) genutzt, entweder physisch oder elektronisch. Diese Karten repräsentieren Bestände und sind den einzelnen Aufträgen im System zugeordnet.
Typische Maßeinheiten für ConWIP Karten sind die Anzahl Produkte, die Anzahl Aufträge oder auch Kapazitätsstunden. Wichtig ist es, eine hohe Vergleichbarkeit zwischen den Produktionsaufträgen herzustellen. Werden z. B. in einem Fertigungsbereich unterschiedliche Produkte mit unterschiedlichem Arbeitsinhalt hergestellt, so eignet sich beispielsweise die Einheit Kapazitätsstunde besser als die Einheit Stück.
In einem Prozessabschnitt der mit ConWIP gesteuert wird, wird immer erst dann ein neuer Auftrag gestartet, wenn ein anderer abgeschlossen ist und die entsprechende ConWIP Karte(n) frei wurde(n). Das gewährleistet – unter Beachtung einiger weiterer Randbedingungen und Spielregeln, wie z. B. FIFO – weitgehend stabile Auftragsdurchlaufzeiten. Je geringer die Bestandshöhe (bis zu einer praktikablen Untergrenze) im System ist, umso kürzer ist die Durchlaufzeit eines Auftrags. Etwas idealisiert ist das die Übertragung der Prinzipien der Fließfertigung auf die Werkstättenfertigung.

## Funktion
Komplexe Produktionsabläufe lassen sich meist in überschaubare, teilautonome Abschnitte gliedern. Kritisch für den Auftragsdurchlauf sind Produktionsabschnitte, die potenzielle Engpässe darstellen, besonders solche mit wechselnden Engpasskapazitäten (Maschinen oder Arbeitsplätzen). Als ConWIP Regelkreis gestaltet, lassen sich diese Situationen beherrschen. ConWIP Regelkreise können parallel angeordnet oder hintereinander gekoppelt werden.
Kombiniert mit ergänzenden Verfahren, beispielsweise einer Prioritätensteuerung für Kundenaufträge, kann sich die ConWIP Steuerung für herstellende Unternehmen mit diskreter Fertigung hervorragend eignen, um einen sehr hohen Lieferservice gegenüber Kunden sicherzustellen.